# تجمع القلة (المكلا)

تعديل مصدري - تعديل

تجمع القلة هي إحدى قرى عزلة المكلا بمديرية المكلا التابعة لمحافظة حضرموت، بلغ تعداد سكانها 34 نسمة حسب تعداد اليمن لعام 2004.